# Tony Lavelli
Anthony Lavelli, detto Tony (Somerville, 11 luglio 1926 – Laconia, 8 gennaio 1998), è stato un cestista statunitense, professionista nella NBA.

## Carriera
Venne selezionato dai Boston Celtics al secondo giro del Draft BAA 1949 (16ª scelta assoluta).

## Palmarès
- NCAA AP All-America First Team (1949)
- NCAA AP All-America Second Team (1948)